# اسیر گوییرا
اسیر گوییرا (انگلیسی: Asier Goiria؛ زادهٔ ۱۹ سپتامبر ۱۹۸۰) بازیکن فوتبال اهل اسپانیا است.
از باشگاه‌هایی که در آن بازی کرده‌است می‌توان به باشگاه فوتبال میراندس، باشگاه فوتبال نومانسیا، باشگاه فوتبال ژیرونا، باشگاه فوتبال ایبار، و باشگاه فوتبال اتلتیک بیلبائو بی اشاره کرد.